# Billy Celeski
Billy Celeski avstralski nogometaš, * 14. julij 1985.
Za avstralsko reprezentanco je odigral eno uradno tekmo.